# Palmeras en la nieve
Palmeras en la nieve és una pel·lícula espanyola dirigida per Fernando González Molina. Va ser estrenada el 25 de desembre de 2015, coincidint amb la festivitat de Nadal. Es tracta d'una adaptació cinematogràfica de la novel·la homònima de Luz Gabás, publicada en 2012. És protagonitzada per Mario Casas, Berta Vázquez i Adriana Ugarte. Compta amb un pressupost de 10 milions d'euros i va ser rodada entre Espanya i Colòmbia. Està nominada a cinc Premis Goya, entre ells a Millor cançó original per la cançó principal de la pel·lícula, amb el mateix nom, composta per Pablo Alborán i Lucas Vidal.
Cal destacar que els diàlegs a el principi de la pel·lícula són en patués.

## Argument
Narra la història de Kilian (Mario Casas), un jove que inicia un llarg viatge fins a Fernando Poo (l'actual Bioko). La seva neboda Clarence (Adriana Ugarte), anys més tard, descobrirà una carta amagada que li revelarà la veritat sobre el seu passat familiar i tot el que es va amagar darrere d'aquell viatge a l'antiga Guinea Espanyola.

## Repartiment
- Kilian: Mario Casas
- Bisila: Berta Vázquez
- Clarence: Adriana Ugarte
- Julia: Macarena García
- Jacobo: Alain Hernández
- Simón: Serge Happi
- Daniela: Laia Costa
- Antón: Emilio Gutiérrez Caba
- Catalina: Joana Vilapuig
- Manuel: Daniel Grau
- Garuz: Fernando Cayo
- Bisila (gran): Victoria Evita Ika
- Kilian (gran): Celso Bugallo
- Julia (gran): Petra Martínez
- Iniko: Djedje Apali
- Gregorio: Luis Callejo

## Al voltant de la pel·lícula: idiomes
En el film els personatges utilitzen diversos idiomes: castellà, benasquès, bubi i pichi.